# Anton Günther, hertug af Oldenborg (1923–2014)
Anton Günther, hertug af Oldenborg (tysk: Anton-Günther Friedrich August Josias Herzog von Oldenburg) (født 16. januar 1923 i Lensahn, Østholsten, død 20. september 2014 i Harmsdorf, Østholsten) var fra 1970 fra 2014 overhoved for den tyske gren af slægten Slesvig-Holsten-Gottorp, der regerede Oldenborg i 1773 – 1918.

## Forældre
Anton Günther, titulær hertug af Oldenborg, var den ældste søn af Nikolaus af Oldenborg (1897–1970), der var den sidste tronfølger i Oldenborg (arvestorhertug, tysk: Erbgroßherzog) og hans gemalinde Helene af Waldeck-Pyrmont (1899–1948).
Anton Günther var sønnesøn af Frederik August 2. af Oldenborg (1852–1931), der var Oldenborgs sidste regerende storhertug. Anton Günther havde otte yngre søskende.

## Familie
Hertug Anton Günther var gift med prinsesse Ameli af Löwenstein-Wertheim-Freudenberg (født 1923). Parret fik to børn:
- titulær hertuginde Helene Elisabeth Bathildis Margarete af Oldenborg (født 3. august 1953 i Rastede, nord for Oldenborg by), ugift
- titulær hertug Christian Nikolaus Udo Peter af Oldenborg (født 1. februar 1955 i Rastede), gift med komtesse Caroline til Rantzau (født 1962). Parret har fire børn. Hertug Christian blev overhoved for det storhertuglige hus i 2014.

## Interesser
Hertug Anton Günther var aktiv i Røde Kors og indenfor hestesporten. Han er blevet udmærket med Bundesverdienstkreuz 1. Klasse. Sammen med ministerpræsidenten for Slesvig-Holsten har han stået for „Stiftelsen Schloss Eutin“.

## Bolig
Hertug Anton Günther boede på godset Güldenstein ved Harmsdorf i Østholsten. Han ejede også Schloss Eutin og Schloss Rastede.

## Gravsted
Hertug Anton Günther blev begravet i det storhertuglige mausoleum på Gertrudenfriedhof i Oldenborg by.

## Weblinks
- Online-Gotha
- Genealogie des Hauses Oldenburg